# 安西又助
安西 又助（あんざい またすけ）は、安土桃山時代から江戸時代初期にかけての武将。里見氏の家臣。諱は清勝とも。

## 略歴
安西氏は安房国勝山を拠点にしていた国人。里見氏以前から勝山を中心に勢力を持っていたが、室町時代後期に里見義堯に臣従する。
又助は房総水軍の主力として岡本随縁斎と共に、三浦三崎の戦いなど、江戸湾において北条水軍と争った。
慶長11年（1606年）、100石の知行を与えられ船手頭を務める。里見忠義の時代には200石に加増された。後に勝右衛門と改名したと考えられる。